# Hystrichodexia pueyrredoni
Hystrichodexia pueyrredoni là một loài ruồi trong họ Tachinidae.